# Eurytaphria pallidula
Eurytaphria pallidula är en fjärilsart som beskrevs av W. Warren 1896. Eurytaphria pallidula ingår i släktet Eurytaphria och familjen mätare. Inga underarter finns listade i Catalogue of Life.